# اد بیگلی. جی آر
اد بیگلی. جی آر (به انگلیسی: Ed Begley, Jr.) (زاده ۱۶ سپتامبر ۱۹۴۹) بازیگر آمریکایی است.

## فیلم‌شناسی
از فیلم‌های معروف او می‌توان به بازی در فیلم پاین‌اپل اکسپرس، او-شیطان، زنان آمازون در ماه، بچه‌دارشدن، ایالتی، مبارزه در بورلی هیلز، شما او را می‌بینید، چارلی و فرشته، بابای فوق‌العاده، فوکوس خودکار، ۲۱ و یک بیداری، چیپس، حریص و حتی دختران گاوچران اشاره کرد.